# The Revolution (hudební skupina)
The Revolution je americká rocková skupina založená v roce 1979 v Minneapolis zpěvákem Princem. Ačkoli je skupina většinou řazena mezi rockové, užívá ve své hudbě i prvky rhythm and blues, popu, funku a psychedelické hudby. Před svým oficiálním rozpadem vydala The Revolution dvě studiová alba, dva soundtracky a dvě videa. The Revolution dosáhla mezinárodního ohlasu v polovině osmdesátých let s hitem Purple Rain (1984), který se umístil na Billboard 200. Do Billboard 200 se kapela dostala také s albem Around The World In A Day (1985). Po Princově smrti v roce 2016 skupina ohlásila comeback.